# Jurij Petrovics Vlaszov
Jurij Petrovics Vlaszov, oroszul: Юрий Петрович Власов (Makejevka, 1935. december 5. – Moszkva, 2021. február 13.) olimpiai és világbajnok szovjet-orosz súlyemelő, író, politikus.

## Életútja

### Sportpályafutása
1956-ban kezdett súlyemeléssel foglalkozni és nehézsúlyban versenyzett. 1958-ban harmadik lett a szovjet bajnokságon. Első nemzetközi sikerét az 1959-es világbajnokság megnyerésével érte el. Ekkortól 1963-ig verhetetlen volt. Minden versenyt megnyert, ahova benevezett. Négy világbajnoki címet szerzett és az 1960-as római olimpián aranyérmes lett. Az 1964-es tokiói olimpián honfitársa Leonyid Zsabotyinszkij mögött a második helyen végzett és ezt követően visszavonult a versenyzéstől. Összesen 34 világrekordot állított fel pályafutása alatt.

### Íróként
1959-től jelentek meg novellái különböző szovjet újságokban. 1964-ben nem sokkal a tokiói olimpiai előtt jelent meg első könyve, egy novelláskötet. 1968-tól hivatásos íróként dolgozott és több mint 15 regénye jelent meg. Műveit több nyelvre lefordították, többek között angolra is.

### Politikusként
1985 és 1987 között a Szovjet Súlyemelő-szövetség elnöke volt. 1989-ben a szovjet parlament tagjává választották Moszkva ljubljanszki kerületéből. Az 1993-as választásokon az Állami Duma tagja lett. 1996-ban indult az orosz elnökválasztáson, de a szavazatok 0,02 százalékát kapta és a tíz jelölt közül az utolsó helyen végzett. Ennek hatására visszavonult a politikai élettől.

## Sikerei, díjai
- Olimpiai játékok – +90 kg
  - aranyérmes: 1960, Róma
  - ezüstérmes: 1964, Tokió
- Világbajnokság
  - aranyérmes (4): 1959, 1961, 1962, 1963
  - ezüstérmes: 1964
- Európa-bajnokság
  - aranyérmes (6): 1959, 1960, 1961, 1962, 1963, 1964
- Szovjet bajnokság – +90 kg
  - bajnok (5): 1959, 1960, 1961, 1962, 1963
  - 3.: 1958